# برايان فيني
برايان فيني (بالإنجليزية: Brian Feeney)‏ هو لاعب قذف أيرلندي، ولد في 1970 في Athenry ‏ في جمهورية أيرلندا.